# Cicala (cinema)
Nel cinema, la cicala è il campanello che viene suonato dal fonico di presa diretta, all'inizio e alla fine di ogni ripresa, il cui suono è simile al canto di una cicala per il quale prende il nome; il suono è seguito dall'accensione di una luce rossa.
La cicala si usa nei teatri di posa ed è posizionata all'interno e all'esterno di questi, in prossimità delle porte. La sua funzione è quella di indicare, con un suono lungo seguito da uno più breve, e con l'accensione della luce, che si inizia a girare; da questo momento tutti devono fare silenzio, e non si possono aprire le porte, fino a quando un altro suono caratterizzato da due squilli brevi e dallo spegnimento della luce.